# Kępa Ostrowska
Kępa Ostrowska (kaszb. Òstrowskô Kãpa) – zalesiona kępa morenowa znajdująca się na obszarze wysoczyzny morenowej Wybrzeża Słowińskiego w województwie pomorskim, w powiecie puckim, w gminie Władysławowo. 

## Charakterystyka
Kępa obejmuje obszar płaskiego wzniesienia moreny czołowej ze znajdującą się u jej podnóża zabudowaniami Ostrowa. 
Wschodnią krawędzią kępy jest zabagniona pradolina Czarnej Wody (oddzielająca ją od Kępy Swarzewskiej), południową bagnisty obszar Bielawskiego Błota z rezerwatami Bielawa, Moroszka Bielawskiego Błota i Woskownica Bielawskiego Błota, zaś zachodnią część miasta Karwia i obszar bagienny Karwieńskich Błot.